# Sphenomorphus taiwanensis
Sphenomorphus taiwanensis este o specie de șopârle din genul Sphenomorphus, familia Scincidae, descrisă de Zi-Ming Chen și Lue 1987. Conform Catalogue of Life specia Sphenomorphus taiwanensis nu are subspecii cunoscute.